# Ensemble Millennium
El Ensemble Millennium es un grupo de música de cámara especializado en los nuevos descubrimientos de la Música de Guatemala e Iberoamérica. Millennium es una agrupación de trayectoria internacional, dedicada a valorizar las expresiones musicales de las culturas de Guatemala a través de la historia. Proyecta la herencia musical del país con un enfoque intercultural, presentándola al público en concierto a la par de destacadas composiciones de la música iberoamericana y universal. 

## Historia
Fue fundado en 1992 por Dieter Lehnhoff y Cristina Altamira, debutando en un concierto televisado a toda Iberoamérica por la Cadena de las Américas desde la Antigua Guatemala. Su repertorio está integrado en primera línea por composiciones vocales e instrumentales de los compositores históricos de Guatemala que han sido estudiados por el musicólogo Dr. Dieter Lehnhoff. Entre estos se destacaron Hernando Franco, Pedro Bermúdez, Gaspar Fernández, Manuel José de Quirós, Rafael Antonio Castellanos, Pedro Nolasco Estrada Aristondo y José Eulalio Samayoa, entre muchos otros. En 1992 grabaron su primer CD de la serie Música Histórica de Guatemala, que formó parte de la Historia General de Guatemala. Esta monumental publicación, en la que participaron más de 150 especialistas en las diferentes disciplinas históricas que han estudiado Guatemala, fue dirigida por el historiador Jorge Luján Muñoz. Para cada uno de los seis volúmenes, dedicados a diferentes eras de la historia del país, se diseñó un disco compacto destinado a proporcionar al lector una dimensión de profundidad adicional en la captación de los diferentes ambientes históricos. El primer CD con música histórica de Guatemala, Capilla Musical, salió en 1992, conteniendo cantatas, tonadas y tocatas de compositores del barroco guatemalteco. El segundo, La Sociedad Filarmónica, salió al año siguiente, e incluyó canciones, la Séptima Sinfonía y la Misa de San José de José Eulalio Samayoa. El tercero, que más adelante fue distinguido por la Tribuna Musical de la América Latina TRIMALCA (La Habana, 2000) fue dedicado a la música del Renacimiento compuesta en la Catedral de Santiago de Guatemala. Contiene cantos polifónicos presentados en alternación con sus responsos gregorianos, y también música de las misiones de Huehuetenango a finales del siglo XVI y principios del XVII. Siguieron diversas grabaciones de música barroca inédita de Santiago de Compostela, así como colecciones de música barroca guatemalteca. Millennium participa regularmente en numerosos festivales internacionales dedicados a la música histórica del Nuevo Mundo.

## Conciertos
El Ensemble Millennium inició las temporadas musicales de la Antigua Guatemala, las cuales desarrolló intensamente durante el lapso 1991-1999. Al mismo tiempo aceptó diversas invitaciones a participar en festivales y a ofrecer conciertos en España, El Salvador, Guatemala, México, Nicaragua y Venezuela, divulgando las obras del barroco guatemalteco que iba revelando la investigación musicológica llevada a cabo en el Instituto de Musicología de la Universidad Rafael Landívar. Sus integrantes han sido la mezzosoprano Cristina Altamira con el violín barroco o clavecín de Dieter Lehnhoff y una plantilla variable que incluía otras voces además de segundo violín, oboe, clavecín, órgano y violonchelo. A partir del nuevo milenio, el acompañamiento continuo ha variado entre distintos integrantes. Entre estos, se destacaron la organista Deborah Cunningham, el clavecinista Joseph Gascho y la virtuosa de la viola da gamba Tina Chancey, quienes tocan con Lehnhoff y Altamira en conciertos internacionales como los de Syracuse, Nueva York (2002), Washington (2005) y en el Festival Tropical Baroque (2006) (enlace roto disponible en Internet Archive; véase el historial, la primera versión y la última). de Coral Gables, Florida.

## Discografía seleccionada
Joyas del Barroco en Guatemala
Guatemala: Universidad Rafael Landívar, 2006. Música de Manuel José de Quirós, Rafael Antonio Castellanos y Pedro Nolasco Estrada Aristondo. 
Tesoros musicales de la antigua Guatemala
Guatemala: Universidad Rafael Landívar, 2003.  IM 1103. Música de Rafael Antonio Castellanos, José Escolástico Andrino y José Eulalio Samayoa.
Coros de Catedral
Música histórica de Guatemala, vol. II. Guatemala: Fundación para la Cultura y el Desarrollo, 1995. Música de Hernando Franco, Pedro Bermúdez, Gaspar Fernández y Tomás Pascual.
Capilla Musical
Música histórica de Guatemala, vol. III. Guatemala: Fundación para la Cultura y el Desarrollo, 1992. Música de Manuel José de Quirós, Pedro Antonio Rojas, Manuel Contreras y Rafael Antonio Castellanos.